# قرنها بگذشت
قرنها بگذشت داستان بلندی از شمیم بهار، نویسنده ایرانی است. این کتاب در سال ۱۳۹۹ در تهران توسط انتشارات بیدگل منتشر شد. این کتاب در آخر سال ۱۳۹۹ چاپ شد.
اسم کتاب از شعری از مولوی آمده است:
| قرن‌ها بگذشت و این قرن نوی است |  | ماه آن ماه است آب آن آب نیست |